# Liste der Biografien/Dore
Liste der Biografien |
Portal Biografien |
Personensuche
# |
A |
B |
C |
D |
E |
F |
G |
H |
I |
J |
K |
L |
M |
N |
O |
P |
Q |
R |
S |
T |
U |
V |
W |
X |
Y |
Z |
?
 
Da |
Db |
Dc |
Dd |
De |
Dg |
Dh |
Di |
Dj |
Dk |
Dl |
Dm |
Dn |
Do |
Dq |
Dr |
Ds |
Du |
Dv |
Dw |
Dy |
Dz
 
Doa |
Dob |
Doc |
Dod |
Doe |
Dof |
Dog |
Doh |
Doi |
Doj |
Dok |
Dol |
Dom |
Don |
Doo |
Dop |
Doq |
Dor |
Dos |
Dot |
Dou |
Dov |
Dow |
Dox |
Doy |
Doz
 
Dora |
Dorb |
Dorc |
Dord |
Dore |
Dorf |
Dorg |
Dorh |
Dori |
Dorj |
Dork |
Dorl |
Dorm |
Dorn |
Doro |
Dorp |
Dorr |
Dors |
Dort |
Doru |
Dorv |
Dorw |
Dory |
Dorz
Die Liste der Biografien führt alle Personen auf, die in der deutschsprachigen Wikipedia einen Artikel haben. Dieses ist eine Teilliste mit 61 Einträgen von Personen, deren Namen mit den Buchstaben „Dore“ beginnt.

## Dore
- Doré, Adele (1869–1918), österreichische Schauspielerin
- Dore, Charlie (* 1956), englische Sängerin, Songschreiberin und Schauspielerin
- Doré, Daniel (* 1970), kanadischer Eishockeyspieler
- Doré, Gilbert (1916–1989), französischer Radrennfahrer
- Doré, Gustave (1832–1883), französischer Maler und GrafikerGustave Doré (1832–1883)

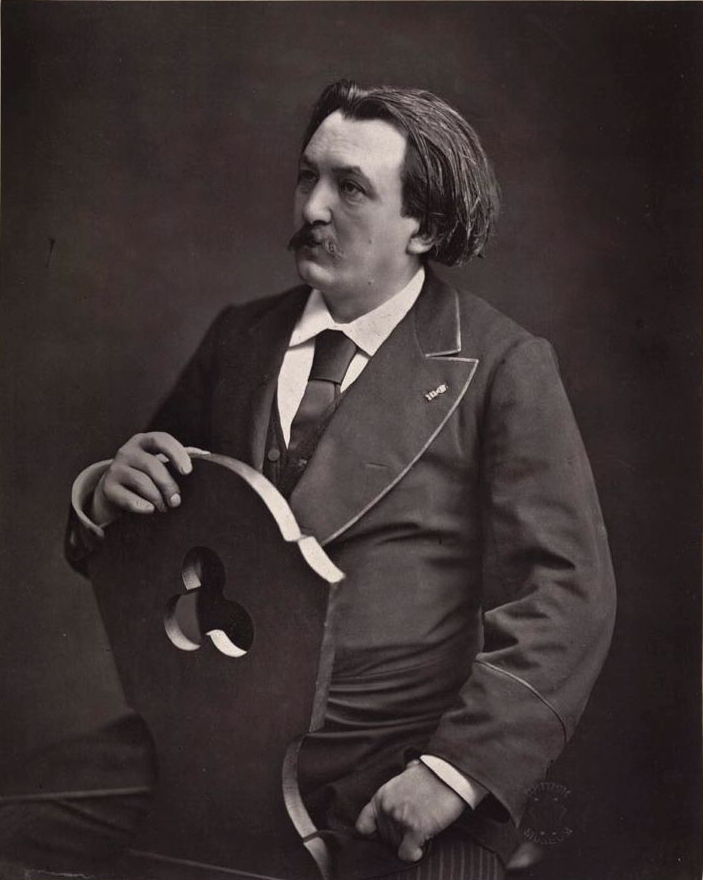
Gustave Doré (1832–1883)

- Doré, Henri (1859–1931), französischer Missionar und Sinologe
- Doré, Jacques (1861–1929), belgischer Maler und Zeichner
- Doré, Jean (1944–2015), kanadischer Politiker
- Doré, Jean-Marie (1938–2016), guineischer Politiker
- Dore, Jennifer (* 1968), US-amerikanische Ruderin
- Dore, Jimmy (* 1965), US-amerikanischer Komiker und politischer Kommentator
- Doré, Joseph (* 1936), französischer Theologe, Erzbischof der Erzdiözese Straßburg
- Doré, Julien (* 1982), französischer Popsänger
- Doré, Michel (1892–1945), französischer Autorennfahrer
- Dore, Ronald P. (1925–2018), britischer Soziologe
- Dore, Valerie (* 1963), italienische Musikerin

### Dored
- Dored, Elisabeth (1908–1972), norwegische Malerin und Schriftstellerin

### Doree
- Dorée, Susi (1941–2022), deutsche Schlagersängerin

### Dorel
- Dorell, Alice (1907–1942), deutsche Schauspielerin und Kabarettistin
- Dörell, Georg Ludwig (1793–1854), deutscher Bergmeister, Erfinder der Fahrkunst
- Dorelli, Johnny (* 1937), italienischer Schauspieler, Fernsehmoderator und Cantautore des Easy Listening, Jazz, Swing und Pop
- Dorello, Primo (1872–1963), italienischer Anatom

### Dorem
- Dorémieux, Alain (1933–1998), französischer Herausgeber, Übersetzer und Autor von Science-Fiction-Literatur
- Doremus, Frank Ellsworth (1865–1947), US-amerikanischer Politiker
- Doremus, Robert Ogden (1824–1906), US-amerikanischer Chemiker

### Doren
- Doren, Alfred (1869–1934), deutscher Historiker und Hochschullehrer
- Doren, Claudia (1931–1987), deutsche Fernsehansagerin
- Dören, Edgar (1941–2004), deutscher Automobilrennfahrer
- Dörenbach, Peter von († 1524), Abt des Klosters Grafschaft
- Dörenberg, Herbert (* 1945), deutscher Fußballspieler und -trainer
- Dorenbos, Jon (* 1980), US-amerikanischer American-Football-Spieler
- Dorenbos, Milja (* 1983), niederländische Squashspielerin
- Dorenbos, Yanne (* 2000), niederländischer Radsportler
- Dorenburg, Joachim (1915–1978), deutscher Landrat
- Dörendahl, Linda (* 1984), deutsche Volleyballspielerin
- Dörendahl, Sven (* 1973), deutscher Volleyballspieler und -trainer
- Dorendorf, Bernd (1953–2007), deutscher Fußballtorwart (DDR)
- Dorendorf, Ernst (1887–1953), deutscher Architekt
- Dorendorf, Hans-Georg (1942–1998), deutscher Politiker (CDU), MdVK, MdB
- Dorendorf, Uwe (* 1960), deutscher Politiker (CDU), MdL NiedersachsenUwe Dorendorf (* 1960)

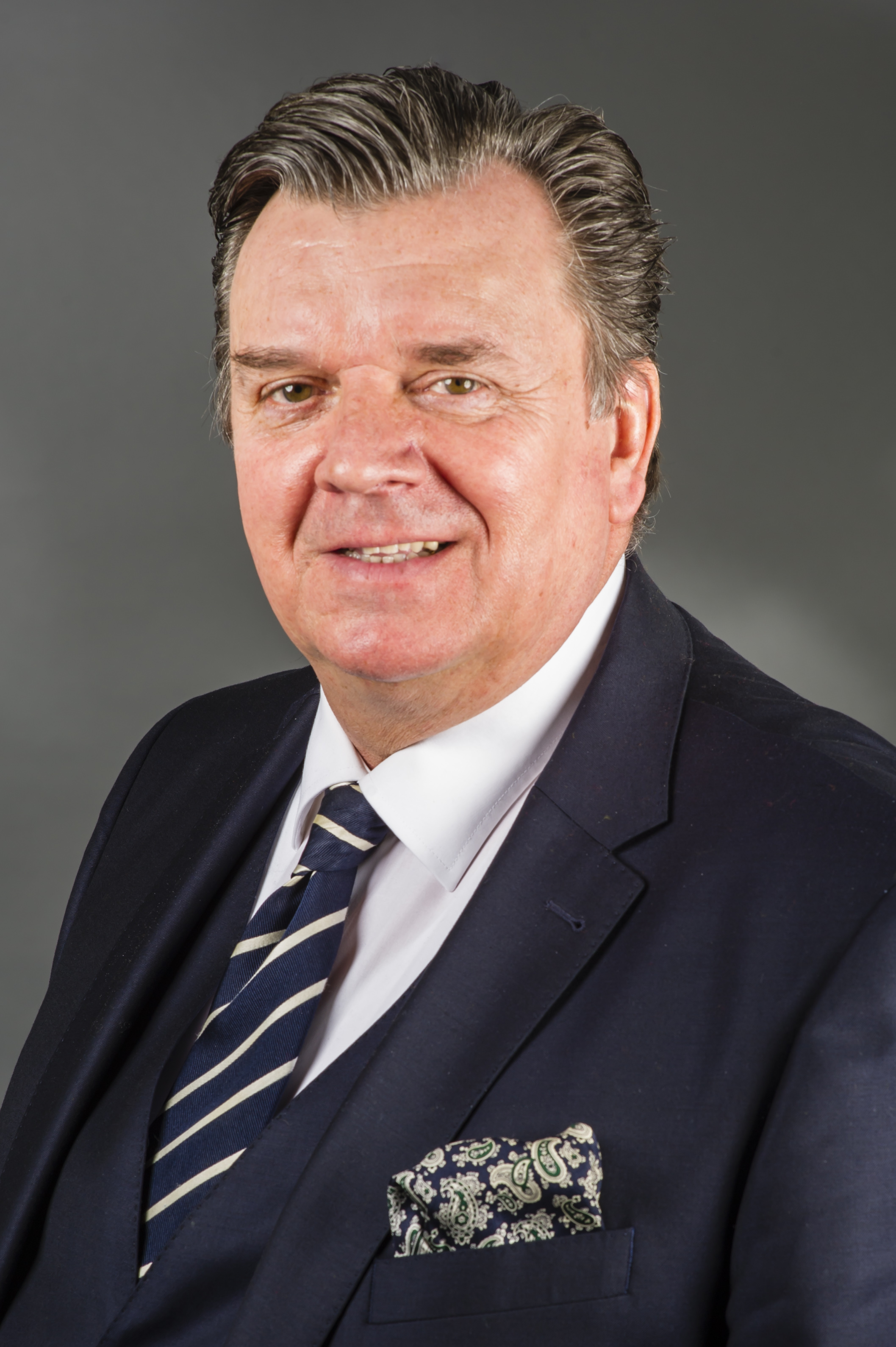
Uwe Dorendorf (* 1960)

- Dorenkamp, Corinna (* 1981), deutsche Synchronsprecherin

### Dorer
- Dörer, Andreas (1557–1622), deutscher Mediziner und kursächsischer Leibarzt
- Dorer, Christian (* 1975), Schweizer Journalist
- Dorer, Edmund (1831–1890), Schweizer Dichter, Übersetzer und Hispanist
- Dorer, Euphemia (1667–1752), katholische Ordensfrau
- Dorer, Franz (1778–1840), Schweizer Politiker
- Dörer, Hubert (* 1966), österreichischer Kraftsportler
- Dorer, Johanna (* 1957), österreichische Kommunikationswissenschaftlerin
- Dorer, Otto (1851–1920), Schweizer Architekt
- Dorer, Robert (1830–1893), Schweizer Bildhauer
- Dorer-Egloff, Eduard (1807–1864), Schweizer Politiker, Schriftsteller und Dichter
- Dorer-Merk, Anneliese (1928–2022), Schweizer Bildhauerin

### Dores
- Dores, Verónica das, osttimoresische Politikerin und Beamtin
- Doreste, José Luis (* 1956), spanischer Segler
- Doreste, Luis (* 1961), spanischer Segler

### Doret
- Doret, Gustave (1866–1943), Schweizer Musiker, Dirigent und Komponist
- Doret, Thomas (* 1996), belgischer Schauspieler
- Doreth, Bastian (* 1989), deutscher Basketballspieler

### Dorey
- Dorey, Halstead (1874–1946), US-amerikanischer Offizier, Generalmajor der US-Army
- Dorey, Justin (* 1988), kanadischer Freestyle-Skier

### Dorez
- Dorez, Léon (1864–1922), französischer Bibliothekar, Romanist und Italianist